# Occidozyga celebensis
Occidozyga celebensis är en groddjursart som beskrevs av Smith 1927. Occidozyga celebensis ingår i släktet Occidozyga och familjen Dicroglossidae. IUCN kategoriserar arten globalt som livskraftig. Inga underarter finns listade i Catalogue of Life.